# Rhinwagges
d ' Rhinwagges, littéralement les "Gars du Rhin" est un groupe de musique instrumentale folklorique alsacien (Blosmusik en alsacien, Blasmusik en allemand) créé en 1976. Cet ensemble musical essentiellement réuni autour de la ville de Strasbourg rassemble une vingtaine de musiciens amateurs, et originaires de toute l'Alsace ainsi que du pays de Bade. 
Depuis leur création, les Rhinwagges sont placés sous la direction de Philippe HECHLER, 1er Prix de trompette du Conservatoire National Supérieur de Paris, dans la classe de Maître Maurice André ; il est professeur au Conservatoire de Strasbourg, dirige plusieurs grandes harmonies, se produit en concertiste et en soliste avec l'ensemble.
Les Rhinwagges ont été sollicités comme Ambassadeurs de l'Alsace à de nombreuses manifestations notamment télévisuelles, mais aussi régionales, nationales et internationales. Outre la musique folklorique ils se produisent suivant  un répertoire allant des transcriptions classiques au jazz, ce toujours avec une dominante d'instruments à vent (Blosmusik).
À l'aise en accompagnant des groupes folkloriques, ils se produisent de préférence en concert avec de nombreux solistes, avec un penchant très prononcé pour la musique folklorique à instruments à vent d'Europe centrale. Les airs joués ou repris sont essentiellement issus de la tradition musicale rhénane (Alsace, Allemagne du sud), autrichienne et tchèque (Bohème, Moravie).

## Évènements clé
1983 : lauréat d'un concours international à Lörrach
1984 : Bretzel d'or décerné par l'Institut des Arts et Traditions d'Alsace.
1987 : lauréat dans la catégorie la plus élevée du concours international de Brno
1983 : festival mondial de Jaca (Espagne)
1987 : Cérémonie d'ouverture et création de l'hymne des championnats d'Europe de natation à Strasbourg,
1988 : accueil du Pape Jean - Paul II,
1991 : festival international de Condom (Gers)
1992 : animation musicale dans le cadre des Jeux olympiques d'Albertville, à Val d'Isère.
1994 : festivités du 50e anniversaire de la libération de Strasbourg, Inauguration du Tramway de Strasbourg.
1995 : Critérium de la première neige à Val d'Isère (Isère)
1996 / 98 / 2000 / 2002 / 2004 : Participations aux « Diamanten der Blasmusik » en Allemagne
1997 : Semaine de promotion de l'Alsace à Tokyo au Japon
1999 : Animation au stade de France, Concerts en République tchèque et en Italie
2005 : Participation au festival "Star's der Blasmusik", Concerts en Hollande, Participation aux Férias de DAX